# Marcelino Sanchez
Marcelino Sanchez (5. december 1957 – 21. november 1986) var en puertoricansk skuespiller, bedst kendt i rollen som Rembrandt fra The Warriors. 
Sanchez døde af AIDS-relateret kræft. 